# اودو پوسر
اودو پوسر (آلمانی: Udo Poser؛ زادهٔ ۲۱ اوت ۱۹۴۷) شناگر اهل آلمان است.